# Revueltosaurus
Revueltosaurus – rodzaj archozaura z grupy Crurotarsi żyjącego w późnym triasie na terenie dzisiejszej Ameryki Północnej. Gatunek typowy rodzaju, Revueltosaurus callenderi, został opisany przez Adriana Hunta w 1989 roku w oparciu o niemal kompletny ząb z kości przedszczękowej (NMMNH P-4957). Hunt uznał R. callenderi za dinozaura ptasiomiednicznego. Bardziej kompletne szczątki, odnalezione w datowanych na noryk, około 209 mln lat, osadach formacji Chinle na terenie Parku Narodowego Skamieniałego Lasu i opisane w 2005 roku przez Williama Parkera i współpracowników, dowiodły, że Revueltosaurus w rzeczywistości nie był dinozaurem, lecz przedstawicielem kladu Crurotarsi, obejmującego archozaury bliżej spokrewnione z krokodylami niż z ptakami (inni autorzy, jak Parker i in., na określenie tego kladu używają nazwy Pseudosuchia). Czaszka Revueltosaurus była długa i niska. W kości przedszczękowej znajdowało się co najmniej pięć zębów, zaś w szczękowej – dziewięć lub dziesięć zębodołów. Budowa stawu skokowego górnego jest typowa dla krokodyli. Kość udowa bardzo przypomina tę turfanozucha – ma duży czwarty krętarz i słabo wykształconą głowę. Cechy uzębienia, wykorzystane wcześniej do zaklasyfikowania Revueltosaurus do Ornithischia, są obecnie uznawane za konwergentne u dinozaurów ptasiomiednicznych i niektórych Crurotarsi. W późniejszych pracach również włączano Revueltosaurus do Crurotarsi, a nie Dinosauria. Niektóre analizy kladystyczne sugerują jego bliskie pokrewieństwo z Ornithosuchidae, a inne z aetozaurami.
W 2002 roku Andrew Heckert opisał drugi gatunek, który zaliczył do rodzaju Revueltosaurus – R. hunti. Po badaniach wykazujących przynależność R. callenderi do Crurotarsi Heckert przeniósł R. hunti do nowego rodzaju Krzyzanowskisaurus, ponieważ sądził, że gatunek ten może w rzeczywistości należeć do Ornithischia. Parker i in. oraz Nesbitt i in. nie zgodzili się jednak z tą interpretacją, wskazując na podobieństwa budowy zębów pomiędzy R. callenderi i R. hunti i twierdząc, że uzasadnia to klasyfikowanie obu tych gatunków w rodzaju Revueltosaurus.